# Julian Brazier
Julian William Hendy Brazier (né le 24 juillet 1953) est un homme politique britannique du Parti conservateur. Il est député de Cantorbéry de 1987 à 2017.

## Jeunesse et carrière
Issu d'une famille de militaires, son père étant lieutenant-colonel, Julian Brazier fait ses études dans deux écoles indépendantes : la Dragon School d'Oxford et le Wellington College du village de Crowthorne dans le Berkshire. Il étudie ensuite au Brasenose College, à Oxford, où il obtient un baccalauréat en mathématiques et en philosophie, obtenant ensuite une maîtrise d'Oxford. Il est président de l'association conservatrice de l'université d'Oxford en 1973.
Brazier rejoint l'armée territoriale à l'âge de 19 ans en 1972 et sert pendant 13 ans, dont cinq avec 21 SAS (R). Il reçoit la Décoration de l'Efficacité en 1993. Il est employé par Charter Consolidated Ltd entre 1975 et 1984, dans la recherche économique de 1975 à 1977 et la finance d'entreprise de 1977 à 1981, et est membre du comité exécutif du conseil d'administration de 1981 à 1984, quand il devient consultant en gestion avec HB Maynard International, maintenant détenue par Accenture.
Brazier se présente aux élections générales de 1983 à Berwick-upon-Tweed, mais est battu par le député libéral Alan Beith par 8 215 voix. Il se présente pour le siège sûr des conservateurs de Cantorbéry aux élections générales de 1987 à la suite du départ à la retraite du député en exercice, David Crouch. Il remporte le siège avec une majorité de 14 891 voix.

## Carrière parlementaire
Julian Brazier devient le secrétaire privé parlementaire (SPP) de Gillian Shephard, la ministre d'État au Trésor. Il reste le PPS de Shephard après les élections générales de 1992 quand elle devient secrétaire d'État à l'Emploi, mais il démissionne en 1993 pour protester contre les coupes dans le budget de la défense. Il reçoit le « Backbencher de l'année » lors des prix annuels du magazine Spectator en 1996. À la suite des élections générales de 1997, il devient membre du comité spécial de la défense.
À la suite des élections générales de 2001, Iain Duncan Smith, alors chef de l'opposition, le nomme whip de l'opposition en 2001, et porte-parole sur le travail et les retraites en 2002.
Il est brièvement porte-parole des Affaires intérieures en 2003, avant d'être nommé plus tard dans l'année par Michael Howard, qui a succédé à Duncan Smith, comme porte-parole des Affaires internationales. Après les élections générales de 2005 il est porte-parole sur les transports (expédition et aviation).
Julian Brazier est membre du groupe Cornerstone de députés conservateurs. Ce groupe est considéré comme étant à droite du Parti conservateur, et éloigné de la direction plus centriste. En tant que catholique romain il est un conservateur social. Julian Brazier soutient un projet de loi présenté par Laurence Robertson en juin 2005 qui aurait imposé de lourdes restrictions sur l'avortement.
À l'approche du référendum sur l'adhésion à l'UE de 2016, Julian Brazier est favorable à la sortie de l'UE.
En raison de sa carrière antérieure, il a un intérêt particulier pour les forces armées et est un défenseur des questions militaires à la Chambre des communes. Il est également membre du Public Bill Committee for the Defence Reform Act 2014. En 2010, Brazier est nommé par le Premier ministre David Cameron comme membre d'une commission de trois personnes chargée de planifier l'avenir des forces armées de réserve britanniques. Ce rapport est publié en juillet 2011, fournissant un plan directeur qui est ensuite largement adopté par le gouvernement dans son livre blanc de 2013 ,. En mai 2014, il est l'un des huit candidats à la présidence du comité restreint de la défense de la Chambre des communes. Bien qu'ayant échoué, il arrive troisième au premier tour et est éliminé après six tours de scrutin,. Il est membre du comité de 2010 à 2014, date à laquelle il est nommé ministre des Réserves au ministère de la Défense,.
Il est fait chevalier lors des honneurs du Nouvel An 2017. Aux élections générales de 2017, il perd de justesse son siège face à Rosie Duffield du Labour.

## Carrière ultérieure
Après sa défaite aux élections générales de 2017, il devient président non exécutif d'une société de sécurité « antiterroriste », et directeur non exécutif d'une startup de réalité virtuelle ainsi que membre du Conseil de la Ligue aérienne. Il demeure administrateur du Summer Camps Trust.

## Vie privée
Julian Brazier épouse Katharine Elizabeth Blagden le 21 juillet 1984 dans le Hampshire. Le couple a trois fils (des jumeaux nés en juillet 1990 et un autre fils né en décembre 1992). Son plus jeune fils, John, est élu conseiller du quartier de Westgate lors des élections du conseil municipal de Canterbury en 2015 et démissionne en 2017. Il est le gendre du brigadier Paddy Blagden, un expert en déminage des Nations Unies.
En février 2002, il est condamné à quatre mois de prison avec sursis après avoir percuté et tué un motocycliste en Italie le 29 août 2001,. Brazier conduisait du mauvais côté de la route à l'approche d'un virage serré lorsqu'il a heurté un motocycliste, Carlo Civitelli, 42 ans, près de Sienne. Il a utilisé sa formation d'éducateur pour dispenser les premiers secours à la victime sur les lieux, mais l'homme est décédé trois jours plus tard.